# 명진관광
주식회사 명진관광은 경기도 고양시 일산동구 중앙로 1123에 본사를 둔 관광버스 업체이고, 계열사로는 경기도 파주시의 마을버스 업체인 명진교통이 있다.

## 연혁
- 2010년 3월 3일: 회사 설립[1]

## 보유 차량

#### 현대자동차
- 현대 유니버스 익스프레스 노블
- 현대 유니버스 익스프레스 프라임
- 현대 뉴 프리미엄 유니버스 스페이스 럭셔리
- 현대 뉴 프리미엄 유니버스 익스프레스 노블
- 현대 뉴 프리미엄 유니버스 익스프레스 프라임

#### 기아
- 기아 뉴 그랜버드 파크웨이
- 기아 뉴 그랜버드 썬샤인
- 기아 뉴 그랜버드 이노베이션 썬샤인
- 기아 뉴 그랜버드 이노베이션 실크로드
- 기아 뉴 그랜버드 슈퍼 프리미엄 실크로드